# Axwell

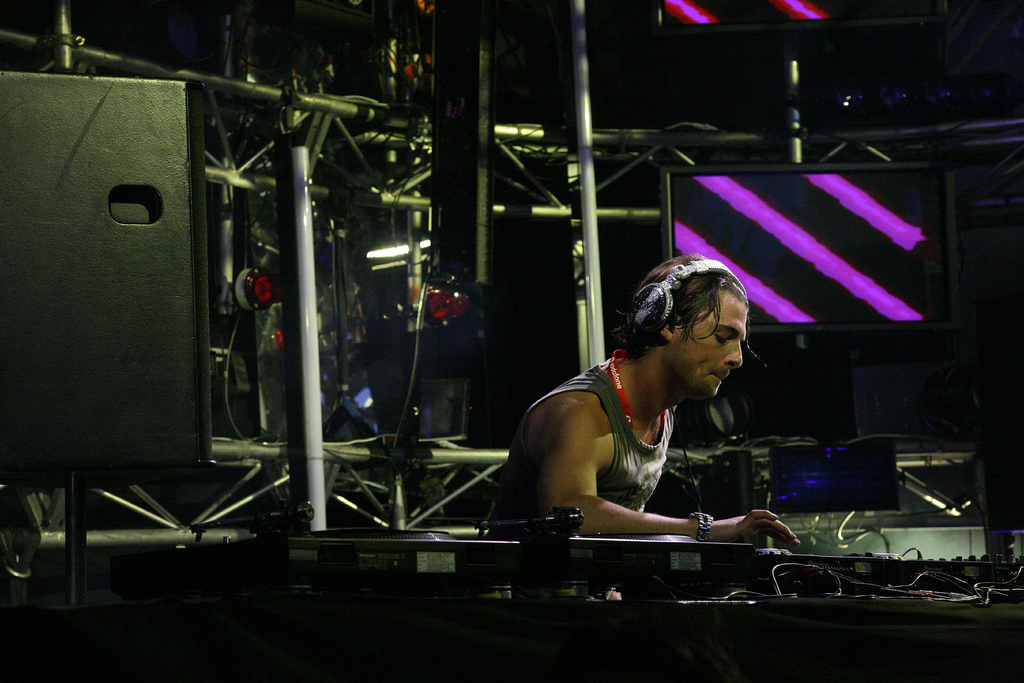
Axwell la Melbourn Central

Axwell (pe numele adevărat Axel Hedfors, 18 December 1977 în Stockholm, Suedia) este un DJ, remixer din Suedia. Face parte din formația Swedish House Mafia. În 27 octombrie 2010, DJ Magazine a anunțat rezultatele topului anual: Top 100 DJ Poll, Axwell a ocupat poziția #10, urcând 4 poții față de anul trecut. Are și o casă de discuri numită Axtone, stilul de muzică este muzica House,  Electro House, Progressive house, Deep House, Funky House și Acid House. Deține o casă de discuri numită Axtone Records.

## Remixuri
- 2011: David Tort feat. Gosha - One Look (with Dimitri Vegas & Like Mike)
- 2011: Hard Rock Sofa & St. Brothers - Blow Up (with Thomas Gold)
- 2010: Adrian Lux - Teenage Crime (Axwell Remode with Henrik B)
- 2010: Adrian Lux - Teenage Crime (Axwell Remix)
- 2010: Prok & Fitch ft. Nanchang Nancy - Walk With Me (With Daddy's Groove)
- 2009: Temper Traps - Sweet Disposition (with Dirty South)
- 2009: TV Rock Feat. Rudy - In The Air (Axwell Remix)
- 2008: Dirty South - Let it go
- 2007: Bob Sinclar - Feel For You
- 2007: Faithless - Music Matters
- 2006: Paul Woolford - Erotic Discourse (Axwell Mix)
- 2006: Sunfreakz - Counting Down the Days
- 2006: Madonna - Jump
- 2006: Nelly Furtado - Promiscuous
- 2006: Lorraine - Transatlantic Flight
- 2006: Bob Sinclar - World, Hold On
- 2005: Pharrell - Angel
- 2005: Deep Dish - Dreams
- 2005: Dj MyR - Opus B
- 2005: Sugiurumn - Star Baby
- 2005: Moby - Slipping Away
- 2005: Ernesto vs. Bastian - Dark Side Of The Moon
- 2005: Hard Fi - Hard 2 Beat
- 2005: Roger Sánchez - Turn On The Music
- 2005: Jerry Ropero & Dennis The Menace - Coração
- 2005: C-Mos - 2 Million Ways
- 2005: Average White Band - Lets Go Round Again
- 2005: Rasmus Faber - Get Over Here
- 2004: DJ Flex - Love 4 U
- 2004: Usher - Burn
- 2003: Eric Prydz - Slammin
- 2003: Souledz - You Cant Hide Your Love
- 2003: The Attic - Destiny
- 2003: Clipse feat. Faith Evans - Mah I dont love her
- 2002: Room 5 - Make Luv
- 2002: Soulsearcher - Feelin Love
- 2002: Afro Angel - Join Me Brother
- 2002: Deli pres. Demetreus - BetterLove
- 2002: Robbie Rivera - Burning
- 2002: Mendez - No Criminal
- 2002: Playmaker - BlackPony
- 2002: L'Stelle - Let It Go
- 2002: MichelleWilson - Love Connection
- 2002: Mendez - Adrenaline
- 2002: Enamor - I Believe
- 2001: MixMaster & Axwell - Summerbreeze
- 2001: Waako - I Get Lifted
- 2001: OceanSpirit - BourbonStreet
- 2001: Mendez - Blanca!
- 2001: MowRee - Luv Is Not To Win
- 2001: LoveSelective - El Bimbo Latino
- 2001: Murciélago - Los Americanos
- 2001: MixMaster - Latin Session
- 2001: Sahlene - House
- 2001: EasyStreet feat. Nevada - Be With You
- 2001: Bikini - Nite&Day
- 2001: Cape - L.O.V.E
- 2000: Lutricia McNeal - Sodapop -
- 2000: Stonebridge feat. Dayeene - I Like
- 2000: Antiloop - Only U
- 2000: Tin Pan Alley - My Love Has Got A Gun
- 2000: Da Buzz - Let Me Love You
- 2000: Juni Juliet - Back In My Arms
- 2000: Elena Valente - Love Is
- 2000: Domenicer - Dolce Marmelata

## Muzica
- 1999 "Funkboy"
- 1999 "Jazz Player"
- 2000 "Pull Over"
- 2002 "chitară solo"
- 2002 "Burning" (with Robbie Rivera)
- 2003 "Burning - The Remixes" (con Robbie Rivera)
- 2003 "High Energy" (con Evelyn Thomas)
- 2003 "Wait A Minute" (con Nevada Cato)
- 2004 "Feel The Vibe" (con Errol Reid)
- 2005 "Feel The Vibe (Til The Morning Comes)" (con Errol Reid y Tara McDonald)
- 2005 "Together" (con Sebastian Ingrosso y Michael Feiner)
- 2005 "Watch The Sunrise" (con Steve Edwards)
- 2006 "Feel The Vibe (Comes)" (Editado por Dj MyR con Bianca Ryan)
- 2007 "Submariner"
- 2007 "I Found You" (Vocal Charles Salter)
- 2007 "Get Dumb" (con Steve Angello, Sebastian Ingrosso y Laidback Luke)
- 2008 "What A Wonderful World" (con Bob Sinclar y Ron Carroll)
- 2009 "Leave The World Behind" (con Steve Angello, Sebastian Ingrosso y Laidback Luke)
- 2010 "One" (con Steve Angello, Sebastian Ingrosso)
- 2010 "Nothing But Love For You" (con Errol Reid)
- 2011 "Heart is King"